# Joan Carretero i Grau
Joan Carretero i Grau (Tremp, el Pallars Jussà, 1955) és un polític català i metge de Puigcerdà, líder del partit polític Reagrupament i Conseller de Governació de la Generalitat de Catalunya per ERC entre 2003 i 2006.
És pare de tres filles, llicenciat en medicina i cirurgia per la Universitat de Barcelona (1978), diplomat en sanitat per l'Escola Nacional de Salut de Lleida i màster en salut pública per la Universitat de Barcelona. Com a metge d'atenció primària, ha treballat a Barbens (Pla d'Urgell) i a Puigcerdà (Cerdanya).
Ha estat president del Club de Futbol Puigcerdà durant dos anys. Fou militant d'Esquerra Republicana de Catalunya (ERC) des del 1990 fins al maig de 2009.
Ha estat alcalde de Puigcerdà del 1995, quan es va presentar per primera vegada a les eleccions municipals encapçalant la llista d'ERC, fins al desembre del 2003, quan deixa l'alcaldia en ser nomenat conseller de Governació i Administracions Públiques de la Generalitat de Catalunya. El succeeix com a alcalde de Puigcerdà Joan Planella i Casasayas. Fou destituït del càrrec de conseller pel president de la Generalitat de Catalunya a causa d'unes declaracions fetes en una entrevista al diari La Vanguardia on, entre altres manifestacions, es mostrà molt crític amb l'actitud del president del Govern d'Espanya respecte a Catalunya en el procés d'elaboració de l'Estatut, el qual fou modificat de forma significativa respecte al text que havia aprovat el Parlament de Catalunya el 30 de setembre de 2005. Fou substituït el 20 d'abril de 2006 per Xavier Vendrell i Segura, el qual tan sols va exercir 21 dies, atès que els consellers d'ERC van ser expulsats del Govern.
El febrer de 2007 inicia un desmarcament de la direcció d'ERC i crea un corrent d'opinió dins d'ERC, anomenat Reagrupament. Aquest corrent fa públic un manifest, el dia 10 de febrer, en què demanen que es canviï l'estratègia de la direcció del partit, a qui acusen d'haver-se convertit en un "satèl·lit del PSC", Partit dels Socialistes de Catalunya, amb el qual governava, juntament amb Iniciativa per Catalunya Verds (ICV) d'ençà de la incorporació al govern de la Generalitat. També sol·liciten la celebració d'un congrés extraordinari. En aquesta línia, cal destacar un article publicat els dies 20 i 21 de gener de 2007 al diari Avui sota el títol "ERC, de planeta a satèl·lit". El dia 30 de juny de 2007, a l'Auditori de Barcelona, Reagrupament va fer la seva presentació pública davant de 600 militants adherits.
Esdevé el candidat de Reagrupament a la presidència d'ERC al congrés que se celebrà el 7 de juny de 2008. Va obtenir el segon lloc amb 1.937 vots (27,56%), per darrere Joan Puigcercós, amb 2.616 vots (37,22%), en un congrés amb 4 aspirants al càrrec. El 18 d'abril de 2009 va proposar, en un article al diari Avui, la creació d'una candidatura política d'ampli espectre per a les eleccions al Parlament de Catalunya del 2010 que tinguera com a eix programàtic central la proclamació unilateral de la independència de Catalunya per una decisió majoritària del Parlament; i, com a altre gran eix, una severíssima exigència ètica en l'activitat política. Nou dies després, el 27 d'abril, després que la direcció d'ERC li obrís expedient i el suspengués temporalment de militància, va abandonar el partit.
El 3 d'octubre de 2009 és elegit president de l'associació Reagrupament, en la primera assemblea nacional de l'associació, celebrada al Palau de Congressos de Catalunya.